# Lençol

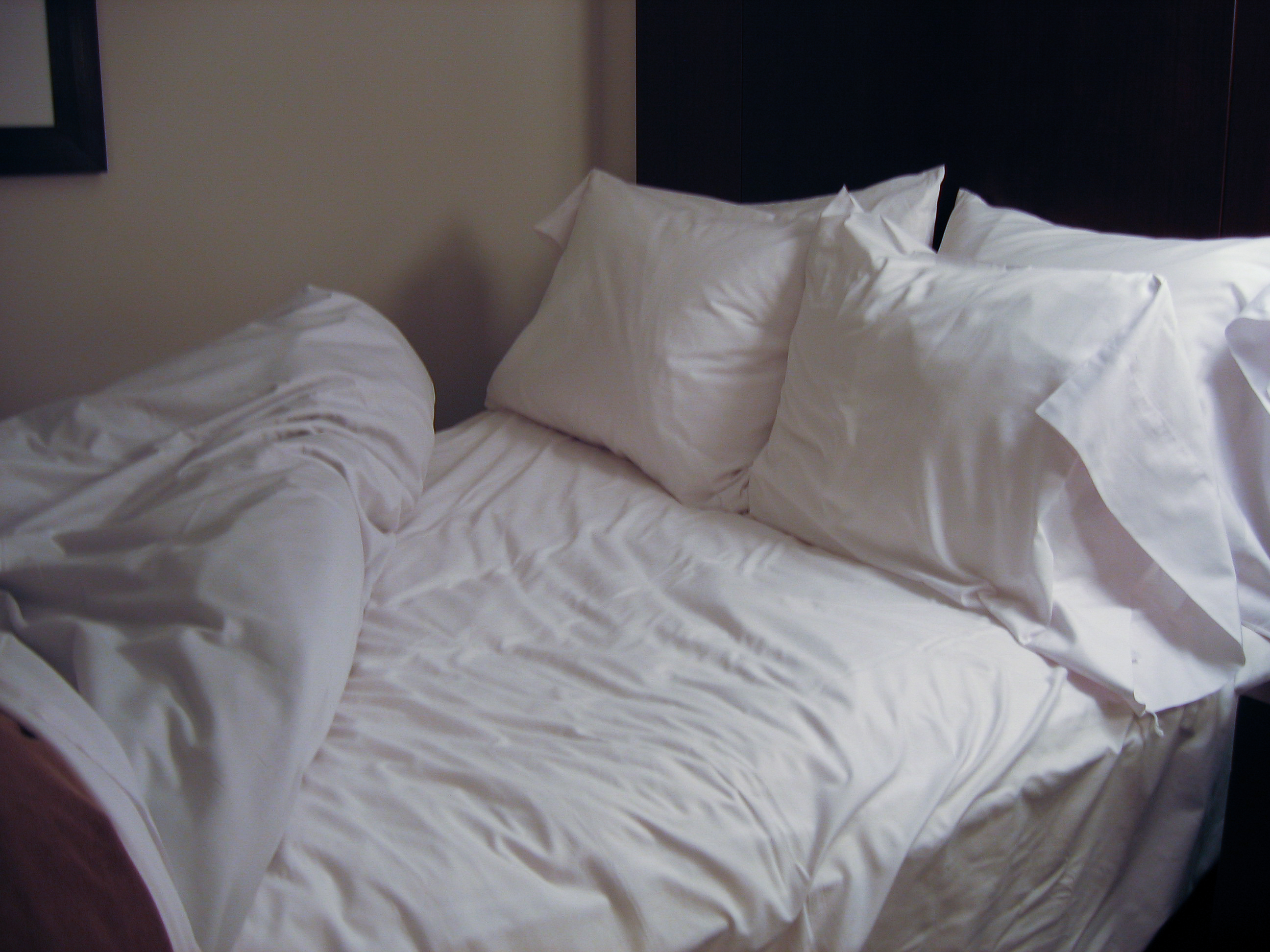
Lençóis numa cama

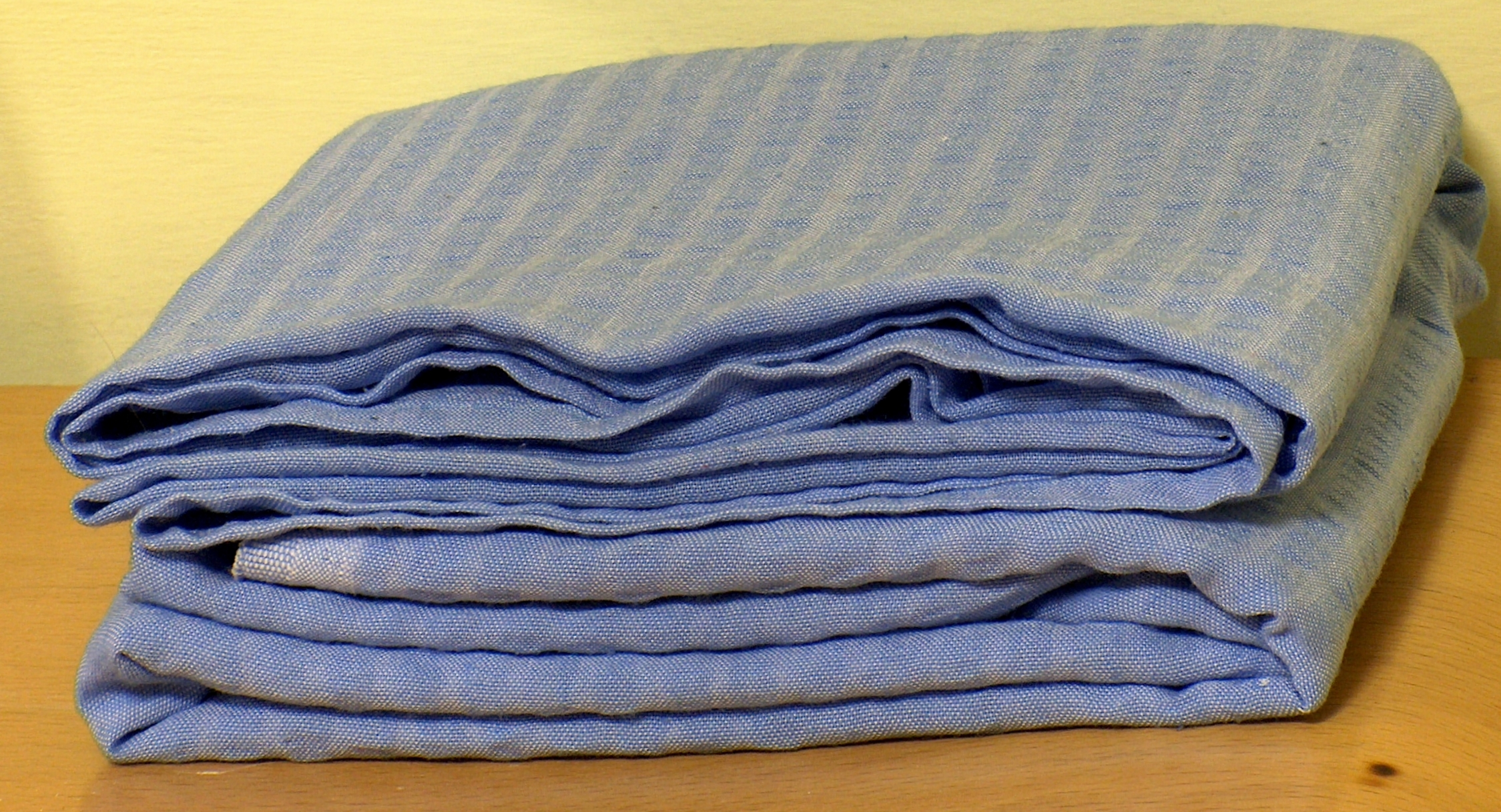
Lençol dobrado

Lençol é um utensílio de tecido, usado como roupa de cama, para cobrir o colchão, ou o corpo de uma pessoa que está dormindo. Diferencia-se do Cobertor por ser feito de tecido de tipo mais fino. Muitas vezes um segundo lençol é utilizado de forma que se possa dormir entre os dois lençóis, em alguns casos para prevenir picadas de mosquitos durante a noite.